# 大五角化十二面體
在幾何學中，大五角化十二面體（Great pentakis dodecahedron）是一種非凸等面多面體，由60個全等且互相相交的等腰三角形面組成，是均勻多面體——小星形截角十二面體的對偶多面體，可由大十二面體經向內五角化變換構成。由於其對偶多面體小星形截角十二面體有通過非常接近整體幾何中心的面，因此導致其外觀有非常銳利的尖角。整個立體共有12個這種尖角，若只考慮這些尖角，整個立體可以視為由正十二面體的每個面上加入錐高非常高的五角錐來構成這些尖角，因此這個立體也可以視為五角化十二面體的一種變體。

## 性質
大五角化十二面體由60個面、90條邊和24個頂點組成，是一種六十面體。其具有互相相交的面，是一種複雜多面體，但其僅有面互相相交，其所有面都是凸多邊形。

### 外觀

大五角化十二面體也可以視為在大十二面體向內側疊上五角錐所形成的立體

大五角化十二面體的外觀與在正十二面體的每個面上疊上錐高非常高、非常尖銳的五角錐相同，但若只是在正十二面體的每個面上疊上五角錐這樣的結構與大五角化十二面體的拓撲結構並不相同，大五角化十二面體除了露在立體外部可見的12個尖銳角之外，還有12個頂點隱沒在立體內部，這12個頂點在立體內部與等腰三角形的底邊形成一個正二十面體，若檢視每個疊上的錐體之底面的配置，則在立體內部由等腰三角形底邊構成的結構可以視為一個大十二面體，這些頂點都是10個等腰三角形底角的公共頂點，頂點圖為施萊夫利符號計為{10/3}的十角星，對應其對偶多面體的十角星面，而這個立體露在外部的12個尖角則對應其對偶多面體的五邊形面，因此，大五角化十二面體的對偶多面體是一個由12個十角星和12個五邊形組成的多面體。

### 面的組成
大五角化十二面體的面由60個全等的等腰三角形組成，每個等腰三角形彼此互相相交，每個等腰三角形皆露出一個角，其餘兩角皆隱藏於該立體的內部。露在該立體外部的部分如下圖，以藍色表示，其中黑線代表等腰三角形彼此互相相交的位置：
若大五角化十二面體的對偶多面體——小星形截角十二面體的邊長為單位長，則對應的大五角化十二面體的短邊長，也就是等腰三角形的底邊長為：
{\displaystyle {\frac {3{\sqrt {5}}-5}{2}}\approx 0.8541019662}
大五角化十二面體的長邊長，也就是等腰三角形的腰長為：
{\displaystyle {\frac {5\left(1+{\sqrt {5}}\right)}{2}}\approx 8.0901699437}
由此可得到大五角化十二面體其頂角約為6度，這個角為大五角化十二面體十分銳利的尖角：
{\displaystyle \arccos({\frac {1}{10}}+{\frac {2}{5}}{\sqrt {5}})\approx 0.105621899\approx 6.051\,689\,017\,91^{\circ }}
等腰三角形的另外兩個底角為：
{\displaystyle \arccos({\frac {1}{2}}-{\frac {1}{5}}{\sqrt {5}})\approx 1.51798538\approx 86.974\,155\,491\,04^{\circ }}

### 二面角
大五角化十二面體有兩種二面角，一種為等腰三角形的底邊與等腰三角形的底邊的二面角，另一種為等腰三角形的腰與腰的二面角。這兩種二面角的角度相等，其值為：
{\displaystyle \arccos({\frac {-24+5{\sqrt {5}}}{41}})\approx 1.88880388\approx 108.220\,490\,680\,83^{\circ }}

### 頂點的組成
大五角化十二面體有兩種頂點，分別為5個等腰三角形頂角的公共頂點和10個等腰三角形底角的公共頂點。其中5個等腰三角形頂角的公共頂點露在立體外部，為大五角化十二面體最明顯的12個五角化十二面體之尖角，另外12個等腰三角形底角頂點隱沒於立體內部。其中，露在立體外部的12個尖角的頂點座標為：
{\displaystyle \left(0,\,\pm {\frac {5\left(3+{\sqrt {5}}\right)}{4}},\,\pm {\frac {5\left(1+{\sqrt {5}}\right)}{4}}\right)}
{\displaystyle \left(\pm {\frac {5\left(3+{\sqrt {5}}\right)}{4}},\,\pm {\frac {5\left(1+{\sqrt {5}}\right)}{4}},\,0\right)}
{\displaystyle \left(\pm {\frac {5\left(1+{\sqrt {5}}\right)}{4}},\,0,\,\pm {\frac {5\left(3+{\sqrt {5}}\right)}{4}}\right)}
隱沒於立體內部的12個頂點座標為：
{\displaystyle \left(0,\,\pm {\frac {5-{\sqrt {5}}}{4}},\,\pm {\frac {3{\sqrt {5}}-5}{4}}\right)}
{\displaystyle \left(\pm {\frac {5-{\sqrt {5}}}{4}},\,\pm {\frac {3{\sqrt {5}}-5}{4}},\,0\right)}
{\displaystyle \left(\pm {\frac {3{\sqrt {5}}-5}{4}},\,0,\,\pm {\frac {5-{\sqrt {5}}}{4}}\right)}

## 相關多面體

各種五角化後的正十二面體變種連續動畫。動畫中依序展示了正十二面體（原像）、五角化十二面體、菱形三十面體、小星形十二面體、大五角化十二面體、複合大三角六邊形二十面體凹五角錐十二面體與凹五角錐十二面體等形狀

在外觀上，大五角化十二面體形似在正十二面體的每個面上疊上錐高非常高的五角錐所構成的立體，依照不同的錐高可以得到不同的立體。
| 圖像 | 名稱                                     | 加入錐體的方式                                                                         | 錐高 |
| ---- | ---------------------------------------- | -------------------------------------------------------------------------------------- | --- |
|      | 複合大三角六邊形二十面體凹五角錐十二面體 | 加入倒五角錐並從另外一側穿出                                                           | |
|      | 凹五角錐十二面體                         | 加入倒五角錐                                                                           | |
|      | 正十二面體                               | 原始形狀                                                                               | 0 |
|      | 五角化十二面體                           | 加入到能使所有二面角等角的高度                                                         | 0.251 {\displaystyle {\frac {1}{{\sqrt {1+{\frac {1}{\varphi ^{2}}}}}\left(3+{\frac {1}{\varphi ^{2}}}\right)}}} |
|      | 菱形三十面體                             | 加入到面兩兩共面的高度                                                                 | 0.425 {\displaystyle {\frac {a}{2{\sqrt {1+{\frac {1}{\varphi ^{2}}}}}}}}                                        |
|      | 小星形十二面體                           |                                                                                        | 1.37638 {\displaystyle {\sqrt {{\tfrac {1}{5}}\left(5+2{\sqrt {5}}\right)}}}                                     |
|      | 大五角化十二面體                         | 這些看似疊在正二十面體表面的錐體實際上其底面在可見的正十二面體內部構成一個大十二面體。 | |